# Android 14

Logotipo de la versión preliminar para desarrolladores de Android 14

Android 14 es la decimocuarta versión principal y la vigésima primera de Android, el sistema operativo movil desarrollado por Open Handset Alliance liderada por la empresa Google. La primera versión preliminar para desarrolladores se lanzó el 8 de febrero de 2023, mientras que la primera versión beta se lanzó 12 de abril. Fue lanzado oficialmente el 4 de octubre de 2023.
Tiene un importante defecto: Bloquea el acceso del usuario a los archivos de su espacio personal (como lo hacen las amenazas tipo ramsomware).

## Lanzamiento
Android 14 (con nombre en clave Upside Down Cake) se anunció en una publicación del blog de Android e inmediatamente se lanzó la vista previa para desarrolladores para la serie Google Pixel el 8 de febrero de 2023. Posteriormente, se lanzaron otras dos versiones de prueba más, siendo la última lanzada el 12 de abril como versión beta.
Aún se espera la llegada de las cuatro siguientes versiones beta para los meses de mayo, junio y julio; y de la primera versión estable al finalizar las versiones de prueba.
De manera oficial solo los dispositivos Pixel de Google (específicamente Pixel 4a (5G), Pixel 5, Pixel 5a, Pixel 6, Pixel 6 Pro, Pixel 6a, Pixel 7, Pixel 7 Pro y Pixel 7a) son compatibles con las versiones preliminares.

## Características
Basándose en la capacidad de establecer idiomas de forma individual para las aplicaciones que se agregaron en Android 13, esta función se ha expandido y es más fácil de implementar para los desarrolladores. Además, se ha agregado una nueva "API de inflexión gramatical" para permitir diferentes saludos en idiomas cuando un mensaje se dirige al usuario en un género específico.
En comparación con las versiones anteriores de Android, Android 14 ofrecerá la posibilidad de aumentar el tamaño de la fuente hasta un 200%, en lugar del 130%.
Otra característica nueva es la mejora en la duración de la batería, al hacer que los procesos internos sean más eficientes para los usuarios. Además, ahora existe la posibilidad de elegir directamente entre el modo de ahorro de energía y el modo de ahorro de energía extremo.
El tiempo de pantalla desde la última carga completa ahora se encuentra en la configuración de la batería. El consumo de batería se muestra por separado de las aplicaciones del sistema y de la aplicación. Esta característica fue reemplazada con la introducción de Android 12 al mostrar el uso de la batería en las últimas 24 horas.
Para dispositivos con una pantalla más grande, por ejemplo, tabletas, Android 14 expande la barra de tareas para mostrar los nombres de las aplicaciones ancladas.
El lenguaje de diseño Material You, que ya se introdujo en Android 12 y se complementó en Android 13, recibirá colores estándar revisados en Android 14.
Con el fin de aumentar la privacidad, el usuario tiene la oportunidad de decidir por sí mismo a qué imágenes puede acceder una aplicación. Es posible determinar qué unidad de temperatura, grados Fahrenheit o grados Celsius, se debe utilizar en las aplicaciones.